# Natto
El Itohiki natto (en japonès 納豆, nattō), generalment anomenat natto, és una preparació culinària provinent del Japó elaborada a partir de llavors de soja fermentades. Per a preparar el natto, es netegen les llavors, es couen amb vapor i es fermenten. Tot i que antigament la fermentació es duia a terme embolicant les llavors amb palla que contenia els microorganismes, actualment s'utilitzen els bacteris purs de Bacillus subtilis. La fermentació provoca que les llavors de color marró fosc obtinguin una apariencia llefiscosa i una olor molt característica.

## Característiques
El natto és un aliment que està format per dues parts molt distintives: la mongeta, i la mucosa.
La mongeta del natto té una mida més aviat petita, tot i que pot variar depenent del tipus de mongeta de soja que s'utilitzi per produir aquest producte. Tots ells tenen un color més aviat marronós, però varia sent les més clares les mongetes blanques de soja, i les més fosques les mongetes negres de soja. Quant a mida, les mongetes negres de soja són les més grans.
El procés de fermentació de la soja desemboca en la formació d'una substància llefiscosa que és el que fa característic aquest aliment. Aquesta substància semblant a una mucosa és de color blanquinós amb certs tons grogosos, té un gust molt característic i una textura més aviat llefiscosa però consistent que fa que quan el natto sigui remogut aquest formi una barreja enganxifosa que faciliti la seva forma de poder ser menjat.

## Història
L'origen del natto no és clar. En algun punt entre els anys 1051 i 1083, aquest va ser descobert per Minamoto Yoshiie (Hachiman) per accident. Minamoto va posar soja calenta i cuita en un sac de palla d'arròs a l'esquena d'un cavall, on la calor emesa per aquest últim va ajudar a la fermentació, i es va formar el natto.

No va ser fins al 1894 que es va donar una descripció científica, quan el Dr. Kikuji Yabe, de la Universitat de Tokyo, va aïllar tres Micrococci i un Bacillus del natto. Tot i així, va ser incapaç de determinar que aquests eren els responsables de la fermentació. Van haver de passar 12 anys, perquè S. Sawamura, al 1906, fos el primer en aïllar Bacillus natto i demostrés que aquest era el responsable de la fermentació.

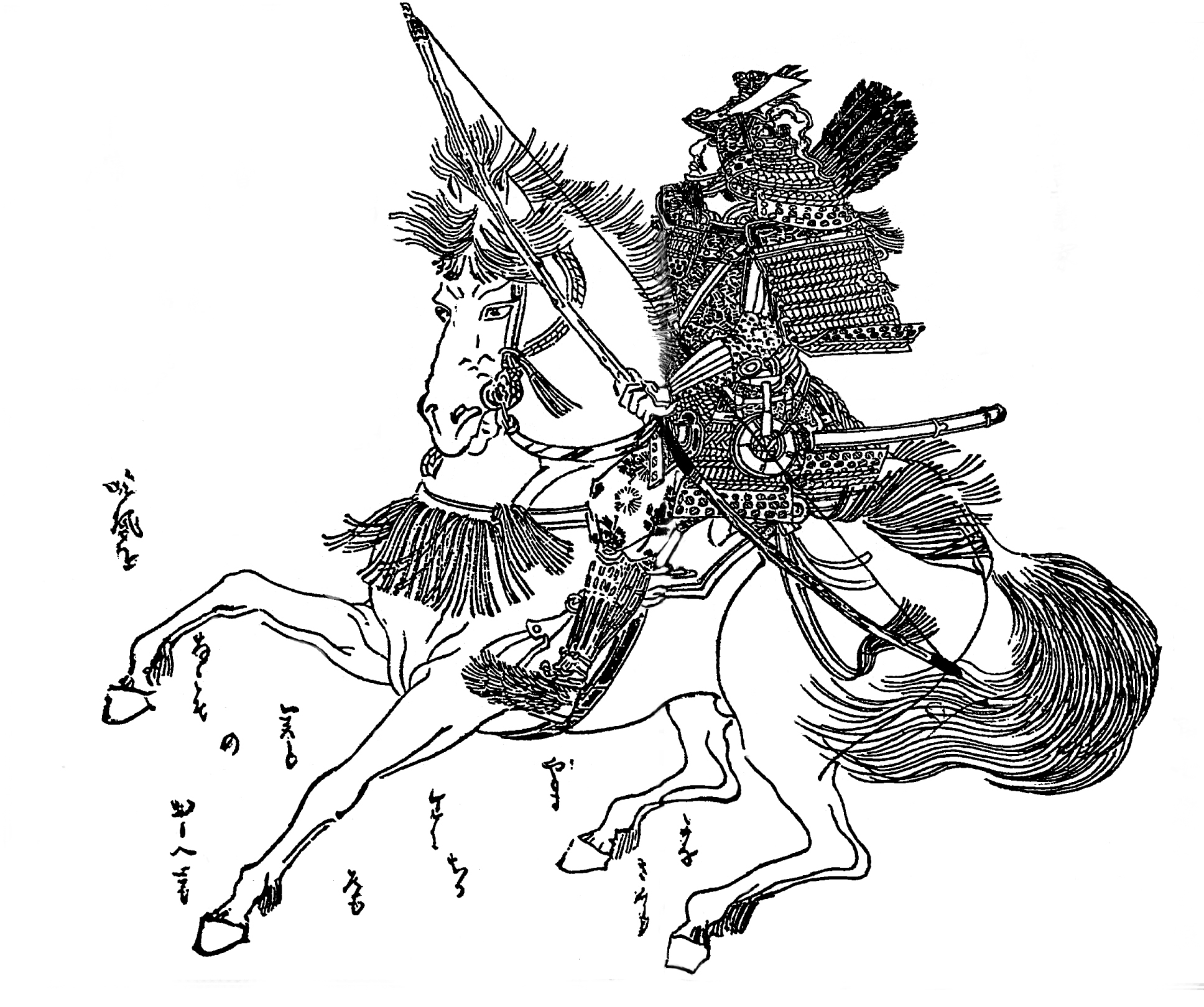
L'emperador Minamoto Yoshiie sobre el seu cavall

Al 1919, el Dr. Jun Hanazawa va donar les claus per la producció del natto. Va ser ell qui va començar a fer cultius purs de Bacillus natto, el que va permetre produir natto sense la palla d'arròs, la qual era la font de l'inòcul. Això, va donar lloc a la producció massiva de natto. Això va ser un gran avenç en la producció de natto, ja que s'evitava la contaminació d'altres microorganismes provinents de la palla. Hanazawa va desenvolupar un nou embolcall pel natto, es tractava de primes làmines de pi (kyogi) o caixes de xapa de pi (oribako). També creà una sala d'incubació amb ventilació al sostre que augmentava la taxa d'èxit de la producció de natto. Aquestes millores van consolidar les noves bases per la seva producció. Encara que al 1975, es va començar a empaquetar amb paper de poliestirè (PSP).
La primera comercialització coneguda de natto es va fer a Los Angeles, Califòrnia, als Estats Units al 1926. A partir d'aquest moment, la seva comercialització va anar augmentant i es va expandir a la resta del món, encara que es seguia comercialitzant principalment a Los Angeles. Van acabar sortint moltes varietats del natto a diferents països d'arreu del món.

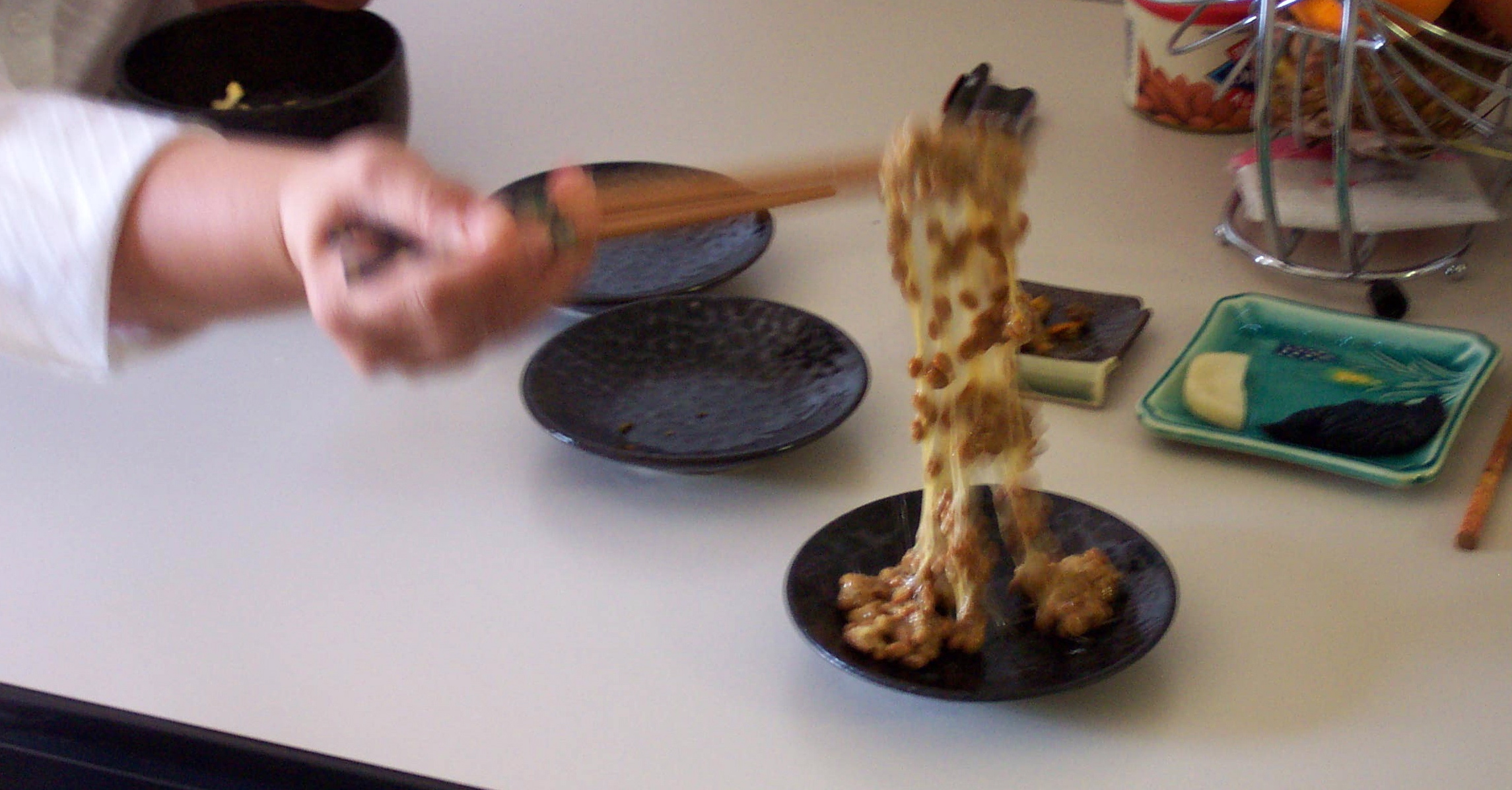
Natto sent preparat on es veu la característica mucosa

## Preparació
La preparació d'aquest aliment fermentat és relativament senzilla, ja que només requereix un bacteri, Bacillus subtilis var. natto. Per a la producció de natto, les llavors de soja intactes es renten i es deixen en remull 12 hores. Es retira l'excés d'aigua i es couen en una vaporadora o olla a pressió uns 30 minuts o fins que les llavors estiguin toves. Les llavors cuites s'inoculen amb cultius purs de B. subtilis i es barreja a consciència. Seguidament, les llavors s'empaqueten en caixes de fusta o bosses de polietilè. Els paquets amb les llavors s'introdueixen en una cambra amb la temperatura controlada a 40 °C i es deixa fermentar durant unes 14-20 h. És important controlar la formació d'una capa blanca llefiscosa, que indica que el procés ha finalitzat, ja que si es deixa fermentar més temps del necessari, es pot formar amoni, que a més d'alterar el gust destrueix els bacteris i fomenta l'aparició d'altres microorganismes nocius o indesitjats. Per a millorar la qualitat del producte obtingut, es deixa madurar a temperatures baixes (5 °C) durant 1 o 2 dies.
Els temps de vaporització i fermentació òptims per assolir un gust, textura i llefiscositat més adequats difereixen segons el tipus de llavor de soja.
| Llavor de soja | Temps de cocció (min) | Temps de fermentació (h) |
| -------------- | --------------------- | ------------------------ |
| Blanca         | 33.4                  | 34.5                     |
| Negra          | 34.7                  | 30.9                     |
| Marró          | 33.2                  | 34.9                     |

A més, la qualitat del natto, té altres factors que la influencien com són la quantitat d'aigua que contenen, la humitat a l'hora d'incubar i la procedència. Les llavors utilitzades per uns millors resultats són les d'origen japonès, altres com les americanes resulten en una pèrdua d'exquisidesa i requereixen temps de fermentació llargs.
En el procés de manufactura els seus valors nutricionals augmenten ja que el natto és passat per una sèrie de processos que el beneficien nutricionalment parlant. S'utilitza la desnaturalització de les proteïnes de la soja mitjançant calor, inhibidors de la tripsina i tractament d'hidròlisi mitjançant enzims bacterians perquè els pèptids siguin més fàcilment digeribles.

## Propietats nutricionals
El natto conté 18 aminoàcids i un enzim denominat nattokinasa que posseeix múltiples efectes beneficiosos pel sistema cardiovascular. El consum del natto s'ha relacionat amb una reducció de la mortalitat per malalties cardiovasculars, això és important degut a que les malalties cardiovasculars són les majors causants de morts globals, provocant uns 17.9 milions de morts anuals, representant un 31% de les morts globals en 2016. La nattokinasa és una proteasa amb activitats antitrombòtica (per la seva capacitat de trencar fibrina i trombina), antihipertensiva, arterioescleròtica, disminueix els lípids, anticoagulant i neuroprotectora. A més, a diferència d'altres proteases fibrinolítiques comuns, la nattokinasa exhibeix efectes secundaris mínims o nuls. Els seus efectes són anàlegs als que presenta l'aspirina, no obstant això, no presenta els possibles riscos associats a la ingesta d'aquest últim que pot resultar en úlceres gàstriques.
Actualment, existeixen abundants productes comercials de nattokinasa utilitzats al Japó, Xina, Corea, països de la Unió Europea, Canadà i els Estats Units d'Amèrica per les seves propietats beneficioses.
El seu consum ha sigut relacionat per certs estudis amb l'alleujament d'altres malalties com vessaments cerebrals i malaltia d'Alzheimer.
Un altre dels beneficis que proporcionen les seves propietats nutricionals és la gran quantitat de vitamina K que aquest conté. Les persones normalment no consumeixen suficient d'aquesta vitamina, de la qual hi han evidències que té importància en el metabolisme i creixement dels ossos i en factors de coagulació. També s'ha relacionat amb la formació d'articulacions i cartílags. I estudis recents, demostren que el consum de natto, amb la quantitat de vitamina K que aquest aporta, disminueix el risc de patir artrosi. Un altre estudi, demostra que un extracte d'hexà del natto inhibeix promotors cancerígens.

## Aplicacions

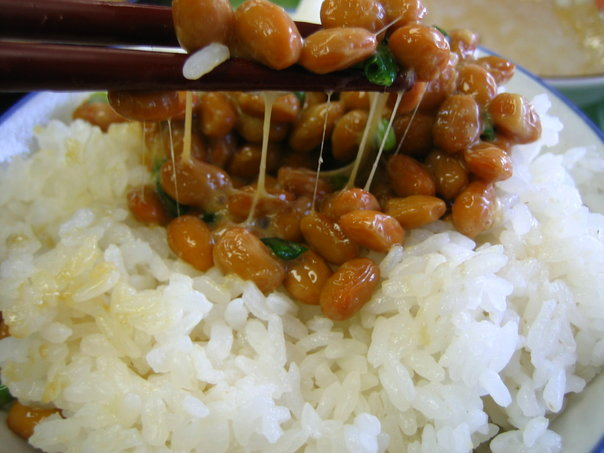
Esmorzar de natto acompanyat amb arròs

Si més no, el natto té divereses formes de ser menjat, i tot i que clàssicament era un aliment per prendre com a esmorzar (normalment acompanyat amb arròs), aquest s'ha acabat estenent en els diferents àpats del dia a dia dels japonesos.
Una de les formes més curioses en que podem trobar el natto és en forma de gelat. Aquest és molt característic ja que degut a la mucosa del natto, el gelat obté una textura que fa que aquest es desfaci més lentament, i sigui més mal·leable que qualsevol altre gelat. S'ha considerat que el natto pot ser una de les respostes al problema dels gelats de desfer-se per la temperatura. D'aquesta manera, el gelat guanya una textura mai vista, i d'altra forma, guanya un alt valor nutricional per part del natto. A més a més, un dels inconvenients del natto és el seu sabor únic i que no agrada a tothom, però en el cas dels gelats, com que es barreja la mucosa del natto amb un gelat qualsevol i de qualsevol gust, el sabor del natto queda camuflat fent-lo així una de les formes més fàcils de menjar aquest aliment tan especial.